# The Tabernacle Choir at Temple Square
The Tabernacle Choir at Temple Square tidligere Mormon Tabernacle Choir eller Mormon Tabernakelkoret består af 360 medlemmer, alle frivillige. Koret er sponsoreret af Jesu Kristi Kirke af Sidste Dages Hellige, men er i øvrigt selvfinancierende, gennem koncertturneer, pladeudgivelser m.v. Korets dirigent er Mack Wilberg[1]
Præsident Ronald Reagan kaldte koret for "Amerikas Kor", og består af 360 mænd og kvinder. Selvom de fleste kormedlemmer bor i umiddelbar nærhed af det berømte Mormon Tabernakel i Salt Lake City, Utah, anvender nogle kormedlemmer lang tid på transport for at deltage i korets ugentlige øvelser samt korets ugentlige radio- og TV-udsendelse. Kormedlemmerne er alle frivillige og modtager ikke betaling for deltagelse i koret, ej heller dækning af rejseomkostninger eller optrædener. I mange familier synger både mand og hustru i koret, og nogle familier har deltaget i koret i flere generationer.
Koret blev grundlagt i August 1847, kun en måned efter at de mormonske pionerer ankom til Saltsødalen i Midtvesten midt i Rocky Mountains. Siden den 15. juli 1929, har koret sendt sin ugentlige radioudsendelse Musik og Det Talte Ord, den længste netværksudsendelse i radiofoniens historie, via CBS Radio Network. Siden begyndelsen af 1960erne er udsendelsen endvidere blevet sendt via TV, og sendes nu via mere end 2.000 radio og tv-stationer verden over.
Mormon Tabernakelkorets særlige "sound" siges ofte at være verdensberømt i sig selv, og genkendes straks. Selvom koret traditionelt er kendt for høj kvalitet, har tidligere chefdirigent Craig Jessop lavet adskillige ændringer for at forbedre den overordnede kvalitet i korets lyd og hele fremtræden. I pladeoptagelser optræder koret normalt med the Orchestra at Temple Square eller det verdensberømte orgel i Tabernaklet. Med færdiggørelsen af det mægtige Conference Center, en af USA's største koncertsale, umiddelbart over for Tempelpladsen, har koret nu 2 imponerende sale til rådighed for sine koncerter, radio- og TV-optrædener.
Minimums alderen for deltagelse i koret er for kort tid siden ændret fra 30 til 25 år, og kormedlemmers deltagelse i koret er begrænset til max. 20 år i koret, eller indtil medlemmet når 60 år, for på den måde at skabe plads for nye talenter. Nye kormedlemmer deltager i the Temple Square Chorale, som er et træningskor inden de endeligt optages i the Mormon Tabernacle Choir, og modtager her undervisning i både musikteori og egentlig optræden.
Koret skiftede navn den 5. oktober til "The Tabernacle Choir at Temple Square" da det gamle navn, "The Mormon Tabernacle Choir", indeholdt termen mormon som ledelsen af Jesu Kristi Kirke af Sidste Dages Hellige ikke ønsker skal bruges om medlemmer af kirken.

## Turneer
Siden den første nationale turne i 1893, under ledelse af Evan Stephens, til World's Columbian Exposition / Verdensudstillingen i Chicago, har koret optrådt over alt i verden, bl.a.:
- Vesteuropa (1955, 1973, 1998)
- Centralamerika (1968, 1972)
- Fjernøsten (1979)
- Brasilien (1981)
- Skandinavien (1982)
- Japan (1985)
- Australien/New Zealand (1988)
- Centraleuropa og det tidligere Sovjetunionen (1991)
- Israel (1993)

### Optræden for amerikanske præsidenter
Koret har sunget for 10 amerikanske præsidenter, begyndende med William Howard Taft, og har optrådt ved indsættelsesceremonien for adskillige præsidenter:
- Lyndon B. Johnson (1965)
- Richard Nixon (1969)
- Ronald Reagan (1981)
- George H. W. Bush (1989)
- George W. Bush (2001)

Koret har også deltaget ved flere særlige begivenheder, som f.eks.:
- Begravelse for amerikanske præsidenter
  - Franklin D. Roosevelt (12. April 1945)
  - John F. Kennedy (24. November 1963)
- The American Bicentennial i Washington, D.C. 4. juli 1976)
- Fejringen af den amerikanske konstitutions tohundredeårsjubilæum i Independence Hall i Philadelphia, Pennsylvania (1987)
- Åbningsceremonien ved Vinterolympiaden i 2002

## Hædersbevisninger
Koret har modtaget en lang række hædersbevisninger, bl.a. National Medal of Arts (2003). Dets radioudsendelse Musik og Det Talte Ord er indsat i National Association of Broadcasters "hall of fame." Koret har også modaget to Peabody Awards for sin service til amerikansk radio (1944, 1962) og fik tildelt Freedom Foundation's "George Washington Award" (1981, 1988).
I 1960 vandt koret en Grammy Award for Best Performance by a Vocal Group or Chorus ved Grammy uddelingen i 1960 for sin indspilning af "Battle Hymn of the Republic" som ændrede teksten fra "let us die to make men free" til "let us live to make men free."
I 2006 blev koret hædret med Laureate of the Mother Teresa Award.
og i 2007 blev Spirit of the Season af koret og Orchestra at Temple Square, med norske Sissel, nomineret til hele to Grammy Awards: for henholdsvis "Best Classical Crossover Album" og "Best Engineered Album, Classical."

## Pladeindspilninger
Siden det første album i 1910, har koret vundet fem guld plader og to platin plader. Koret har udsender over 300 plader og fortsætter med at udsende nye pladealbums. For en lang række pladers vedkommende har koret arbejdet sammen med orkestre som the New York Philharmonic, the Philadelphia Orchestra, the Royal Philharmonic Orchestra of London, the Boston Pops Orchestra, og det nyligt etablerede Orchestra at Temple Square.
Siden etableringen af korets eget pladeselskab, har man udsendt en lang række album, inkl.:
- Consider the Lilies
- Peace Like a River
- America's Choir: Favorite Songs, Hymns, & Anthems
- Spirit of America
- Sing, Choirs of Angels!
- Choose Something Like a Star
- Love is Spoken Here
- Then Sings My Soul
- Now Let Us Rejoice: Organ Hymns for the Sabbath
- The Wonder of Christmas
- Showtime! Music of Broadway and Hollywood
- Spirit of the Season (Nominated for two Grammy awards)
- Mack Wilberg: Requiem and Other Choral Works
- Called To Serve

## References
1. ↑  "Tabernacle Choir Press Release". Arkiveret fra originalen 12. maj 2020. Hentet 9. marts 2020.
2. ↑  Mormon Tabernacle Choir Honored with Mother Teresa Award, LDS Church press release, 20 November 2006. Retrieved 2008-04-04.